# C/2020 F8 (SWAN)
C/2020 F8 SWAN è una cometa non periodica scoperta inizialmente il 25 marzo 2020 dall'astrofilo australiano Michael Mattiazzo nelle immagini riprese dallo strumento SWAN della sonda euro-americana SOHO e poi da terra a partire dal 9 aprile 2020.

## Osservazioni e luminosità

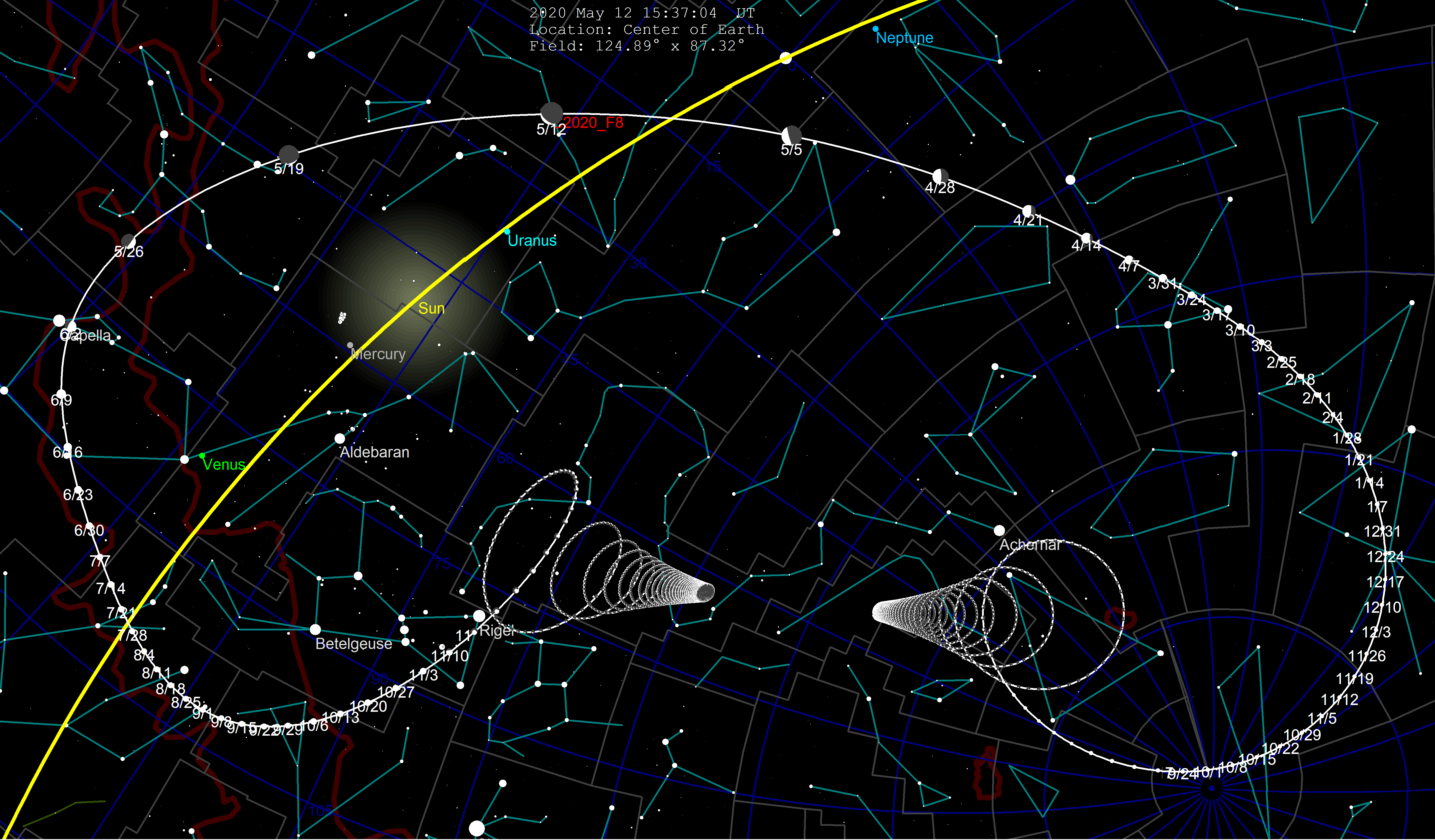
Traiettoria della cometa C/2020 (SWAN) in cielo

Al momento della sua scoperta la cometa si trovava nella costellazione australe della Gru e si muoveva in direzione della costellazione dello Scultore, ha attraversato l'eclittica il 7 maggio nella costellazione dei Pesci e ha raggiunto il suo punto più vicino alla Terra il 12 maggio nei pressi della costellazione del Triangolo. Al perielio si è trovata vicino alla stella Capella nella costellazione dell'Auriga per poi muoversi verso la costellazione dei Gemelli. Infine ha attraversato nuovamente l'eclittica il 25 luglio muovendosi poi verso Orione. Durante il perielio la cometa poteva essere, secondo alcune stime, visibile anche a occhio nudo tuttavia la magnitudo non scese mai sotto 4,5 rendendola visibile solamente con binocoli o strumenti simili.

## Orbita
La cometa ha un'orbita retrograda avendo un'inclinazione di 110,805° rispetto all'eclittica. Ha raggiunto il 12 maggio il punto della sua orbita più vicino alla Terra passando a circa 0,56 au (84 milioni di km) mentre al perielio del 27 maggio è passata a 0,43 au (64 milioni di km) dal Sole. Il suo periodo orbitale è stato calcolato in circa 541 397 anni.